# 김준태 (축구인)
김준태(한국 한자: 金俊泰, 1985년 5월 31일 ~ )는 대한민국의 축구 코치로, 선수 시절 포지션은 중앙 미드필더 내지는 수비형 미드필더였다.
2019년 대한민국 K3리그의 화성 FC에서 코치를 시작으로 지도자 시작을 하였다. 선수 시절 김준태는 중장거리 패스와 중거리 슈팅에서 장점을 발휘하던 것으로 알려졌다. 프로팀은 강원 FC, 고양 Hi FC, 서울 이랜드 FC 세 곳을 거쳤으며, K리그2 2018 시즌에는 시즌 도중 선수 겸 플레잉코치가 되기도 하였다. 시즌 이후 계약만료와 함께 프로 선수 생활을 끝내고, 화성 FC에서 코치 생활을 시작했다. 2020년에는 천안시축구단 코치로 부임하였다.

## 축구인 경력

### 선수 경력
2008년 한남대학교를 졸업하고, 곧바로 K리그 드래프트에 지원하지 않고, 내셔널리그의 창원시청에 입단하였다. 이는 본인의 선택으로, 조금 더 출장시간이 보장될 수 있는 곳을 선택한 것이었다.
창원시청에서의 활약을 인정받은 김준태는 2010년 K리그 드래프트를 통해 강원 FC에 입단하였다. 그러나 당시 발목 부상으로 인해 출전 기회를 부여받지 못하였고, 강원에서 반 시즌 간 리그 단 4경기만을 출전하였다. 김준태는 최순호 당시 강원 FC 감독에게 계약 해지를 요청한 후, 여름 이적 시장을 통해 창원시청으로 복귀하였다. 2012년 8월 내셔널리그 18라운드 경기에서 창원시청에서의 100경기 출전을 기록하였다.
2013년 공익근무요원으로 병역 의무를 시작하였고, 포천 시민구단에 입단하여 선수 생활을 병행하였다. K3리그 2013 시즌 인창수 감독아래 K3리그 챔피언결정전에서 우승을 차지하였으며, 이듬해에는 준우승을 차지하였다. 두 시즌 모두 정규리그에서는 1위를 차지하였다.
2015년 병역 의무를 마치고, K리그 챌린지 고양 Hi FC에 입단하며 프로 무대로 복귀하여 주전으로 큰 활약을 펼쳤다. 김준태는 고양에서 2015 시즌 40경기 중 38경기에 출전하였다.
2016년 1월 8일 수비수 김동철과 함께 서울 이랜드 FC로 이적하였다. 그러나 김준태는 전지 훈련 도중 부상을 당해 전반기에 거의 출전 기회를 부여받지 못하였다. 2016 시즌 14라운드 경남 FC와의 홈 경기에서 선발출전하며, 서울 이랜드에서의 첫 무대를 가졌다. 이후 24라운드까지 지속적으로 출장 기회를 부여받았고, 39라운드 대전 시티즌과의 원정 경기에서 중거리포를 골망에 꽂아 넣으며 서울 이랜드에서의 첫 골을 기록하기도 하였다. 44라운드 부산 아이파크와의 시즌 마지막 경기에서는 도움을 기록하였다.
2017년 2월 3일 서울 이랜드의 2017 시즌 부주장에 선임되었다. 2017 시즌 초반에는 더욱 기회를 많이 부여받았으며, 1라운드부터 12라운드까지 연속 선발 출장에, 13라운드 휴식 이후 14라운드와 15라운드에도 선발 출장하였다. 10라운드 성남 FC와의 원정 경기, 코너킥 상황에서 김재현의 헤더골에 도움을 기록하며 팀의 첫 원정 승리에 기여하기도 하였다. 그러나 후반기에 포지션 경쟁자 김창욱에게 밀리며, 와다 아쓰키의 결장이 있을 경우 선발을 뛰거나, 미드필드 후방 수비자원으로 교체 투입되는 방향으로 활용되었다.
2018 시즌에도 부주장 역할을 연임하게 되었으며, 등번호는 8번으로 변경되었다. 2018 시즌 서울 이랜드 FC의 감독으로 인창수가 내정되면서
, 2013년부터 2014년까지 포천시민축구단에서 함께했던 인창수와 감독과 선수로 재회하게 되었다. 2018년 5월 19일 부천종합운동장에서 펼쳐진 K리그2 12라운드에 선발 출전하며, 본인의 프로 통산 100번째 출장횟수를 기록하게 되었다.
2018년 8월 29일에 서울 이랜드의 플레잉코치로 선임되었다.
시즌 종료 이후 서울 이랜드와 계약연장을 하지 않고 팀을 떠났다.

### 코치 경력
2019년 김준태는 K3리그 화성 FC의 플레잉코치로 부임하였다.
2020년 김준태는 천안시축구단 코치로 부임하였다.

### 통계
2018년 7월 21일 기준
| 클럽 경력   | 클럽 경력   | 클럽 경력   | 리그 | 리그 | FA컵 | FA컵 | 리그컵 | 리그컵 | 총합 | 총합 |
| 시즌        | 소속        | 디비전      | 출장 | 득점 | 출장 | 득점 | 출장   | 득점   | 출장 | 득점 |
| 대한민국    | 대한민국    | 대한민국    | 리그 | 리그 | FA컵 | FA컵 | 리그컵 | 리그컵 | 총합 | 총합 |
| ----------- | ----------- | ----------- | ---- | ---- | ---- | ---- | ------ | ------ | ---- | ---- |
| 2008        | 창원        | 실업        | 23   | 1    | 2    | 0    | –      | –      | 25   | 1    |
| 2009        | 창원        | 실업        | 22   | 7    | 0    | 0    | –      | –      | 22   | 7    |
| 2010        | 강원        | 1부         | 4    | 0    | 0    | 0    | 0      | 0      | 4    | 0    |
| 2010        | 창원        | 실업        | 12   | 4    | –    | –    | –      | –      | 12   | 4    |
| 2011        | 창원        | 실업        | 23   | 4    | 1    | 0    | 5      | 3      | 29   | 7    |
| 2012        | 창원        | 실업        | 26   | 9    | 1    | 0    | 3      | 1      | 30   | 7    |
| 2013        | 포천        | 아마        | ?    | ?    | ?    | ?    | –      | –      | ?    | ?    |
| 2014        | 포천        | 아마        | ?    | ?    | –    | –    | –      | –      | ?    | ?    |
| 2015        | 고양        | 2부         | 38   | 2    | ?    | ?    | –      | –      | 38   | 2    |
| 2016        | 서울 E      | 2부         | 23   | 1    | 0    | 0    | –      | –      | 23   | 1    |
| 2017        | 서울 E      | 2부         | 24   | 0    | 0    | 0    | –      | –      | 24   | 0    |
| 2018        | 서울 E      | 2부         | 17   | 0    | 0    | 0    | –      | –      | 17   | 0    |
| 프로 통산   | 프로 통산   | 프로 통산   | 107  | 3    | 0    | 0    | 0      | 0      | 107  | 3    |
| 커리어 통산 | 커리어 통산 | 커리어 통산 | 213  | 28   | 4    | 0    | 8      | 4      | 225  | 32   |